# Gevangenis van Menado
De Gevangenis van Menado was een gevangenis in het voormalige Nederlands-Indië in de plaats Menado. Deze gevangenis werd in de periode van 12 januari 1942 tot en met 7 februari 1942 gebruikt als krijgsgevangenenkamp voor een 300-tal krijgsgevangen gemaakte militairen uit de omgeving. Deze krijgsgevangenen zijn op 7 februari 1942 overgebracht naar de kazerne Fort Amsterdam.